# Costa Balenae
Costa Balenae è una località archeologica sita lungo l'antico tracciato della via Julia Augusta (l'attuale SS1, nota anche come via Aurelia) nei pressi della foce del torrente Argentina (in antico Tabia fluvius), citata sia sull'itinerario di Antonino (come approdo), sia sulla Tabula Peutingeriana, su quest'ultima con il nome di Costa Bellene (come mansio). È detta anche Area archeologica di Capo Don.

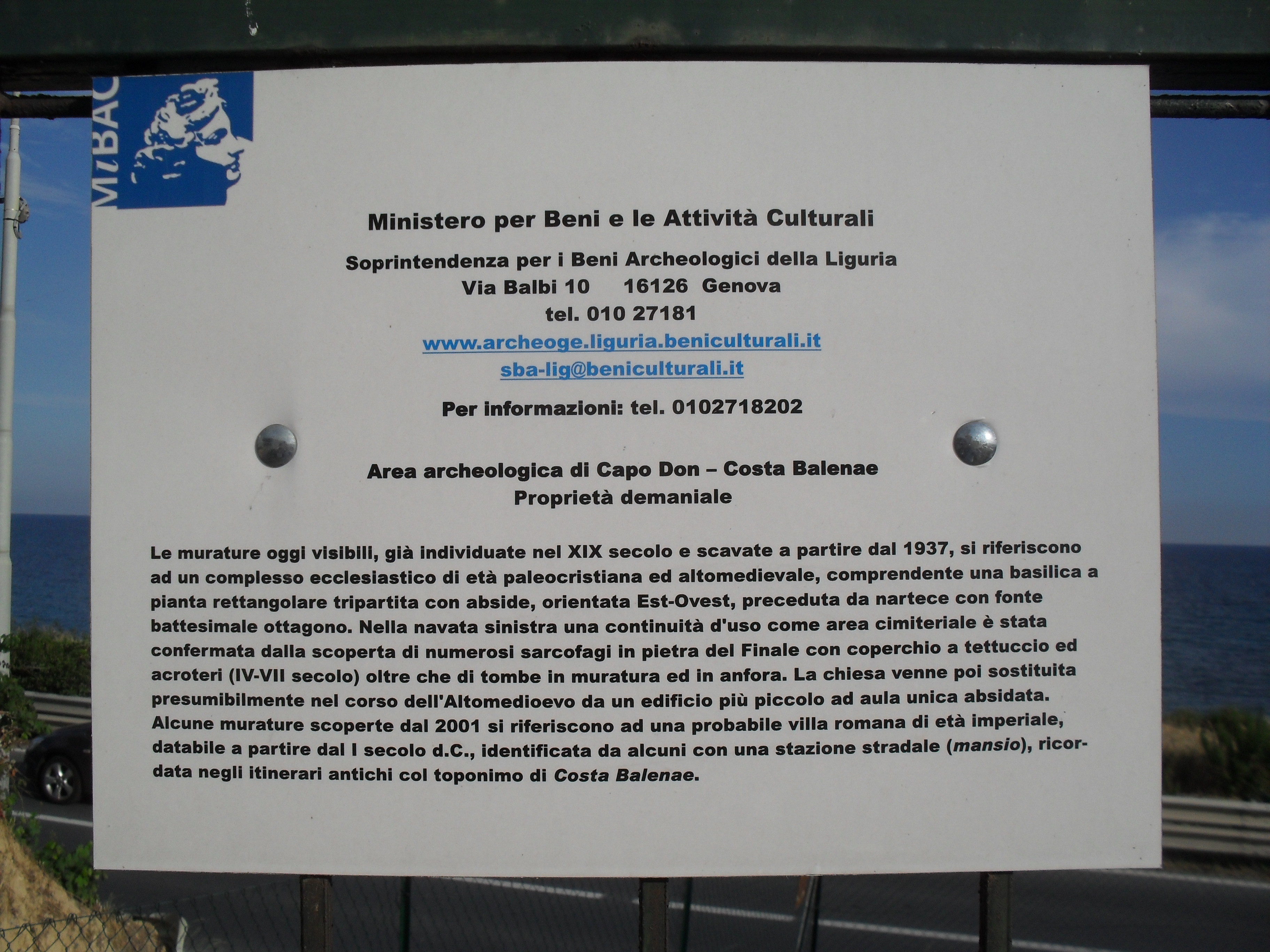
Cartello posto nei pressi dello scavo archeologico

Il toponimo di Costa Balenae potrebbe derivare - secondo alcuni studi - dalla divinità ligure Belenus, legata al culto della fertilità e assimilata dai Romani al dio Apollo, mentre un'altra versione meno documentata riporta il collegamento del toponimo al re Belo, padre di Didone, di origine fenicia. Situata nell'attuale territorio del comune di Riva Ligure, anticamente in posizione intermedia tra Lucus Bormani (sito tra San Bartolomeo al Mare e Diano Marina, forse nei pressi del santuario di Nostra Signora della Rovere dove sono stati effettuati scavi archeologici) e Albium Intemelium (l'attuale Ventimiglia), si ritiene che sia stata fondata poco dopo la vittoria sui Liguri riportata nel 181 a.C. dal console Paolo Emilio.
Prossima al mare, era dotata di un piccolo approdo e fu principalmente utilizzata come stazione stradale per il cambio e la sosta dei cavalli e per le merci dirette e provenienti dalla Gallia. Numerose monete e medaglie rinvenute in loco lasciano supporre che Costa Balenae sia rimasta molto attiva per l'intera durata dell'impero romano: recenti scavi, condotti dal Pontificio Istituto di Archeologia Cristiana (ancora in corso), hanno confermato questa ipotesi e la quasi certezza di una continuità di vita nell'insediamento dal II o I secolo a.C. (a questo periodo risalirebbero i resti di una villa romana, scavata solo parzialmente) al III o IV secolo d.C. A questi ultimi secoli può essere fatta risalire la cristianizzazione del sito, ma le tracce archeologiche rinvenute risalgono al massimo alla prima metà del VI secolo, quando è eretta, probabilmente per volontà del vescovo di Albenga nella cui giurisdizione ricadeva la zona, la cosiddetta “basilica di Capo Don”, comprensiva di un battistero di forma ottagonale, perfettamente conservato (riemerso già con gli scavi archeologici del 1937 condotti da Nino Lamboglia) e tipico dell'epoca paleocristiana come quelli, molto simili, presenti nelle città romane di Albium Ingaunum e Forum Julii); inoltre vi è un'area funeraria cospicua (sono stati portati alla luce inumazioni di diverse tipologie), segno ulteriore di un centro ben organizzato utilizzato con continuità, con successive modifiche e restringimenti degli edifici, fino al X secolo, forse in parte anche fino al XII secolo se si vuole prendere in considerazione la presenza, sull'altura alle spalle del sito (la Grangia), di un monastero benedettino alle dipendenze di Genova, attestato fino al XIV secolo. Il declino dell'insediamento è probabilmente da ascrivere a un insieme di cause: il formarsi di nuovi centri abitati nelle vicinanze, la riorganizzazione delle istituzioni religiose nel Ponente ligure, il mutamento delle vie di traffico e trasporto e le violente incursioni dei Musulmani stanziati nel sud della Francia, nella località di Frassineto. 
Anche Edward e Margaret Berry nel loro "At the Western Gate of Italy" (1931) citano questa importante stazione della via Julia Augusta.

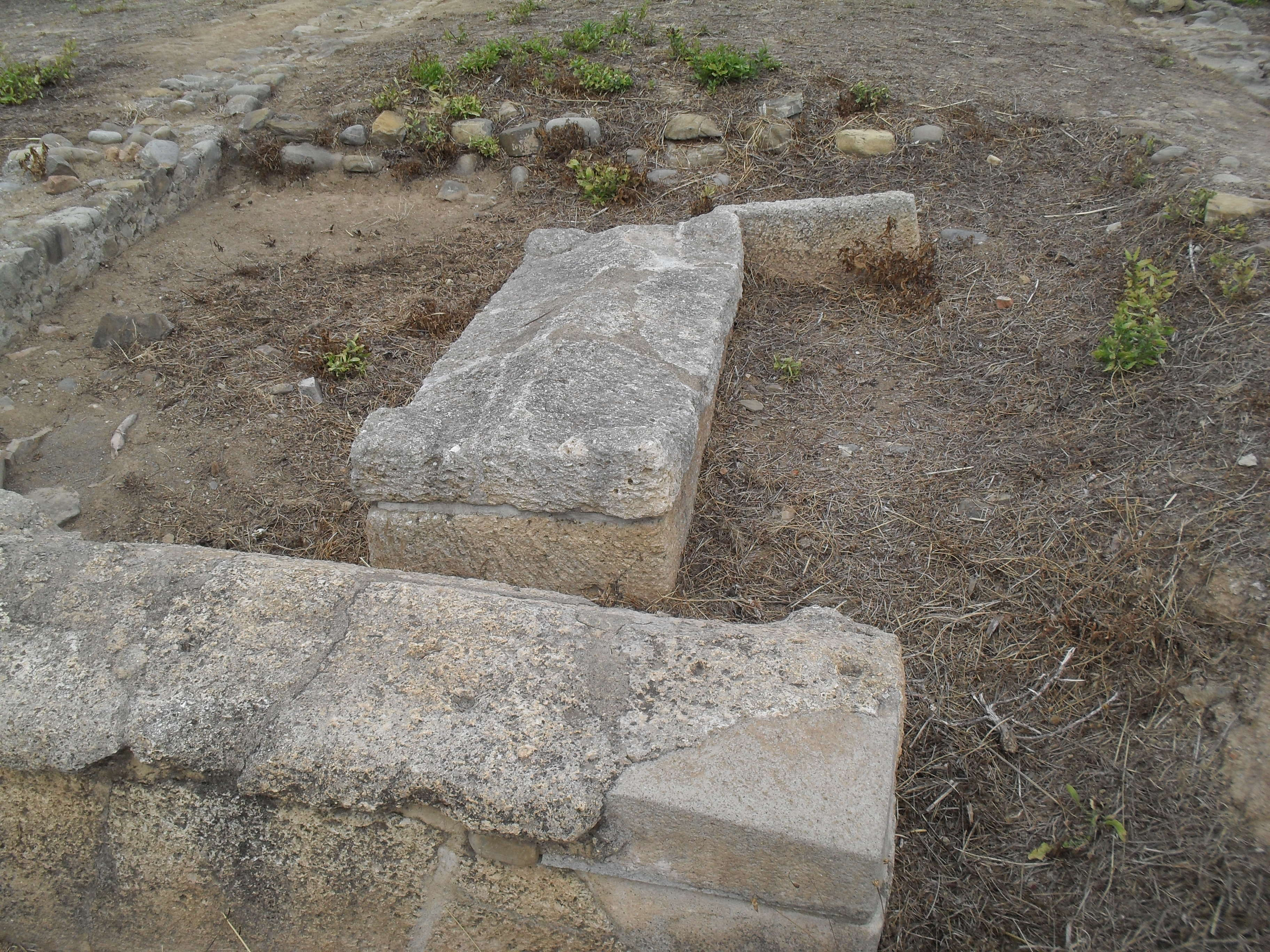
I resti degli edifici romani e paleocristiani rinvenuti nell'area.